# 島上郡
- 令制国一覧 > 畿内 > 摂津国 > 島上郡
- 日本 > 近畿地方 > 大阪府 > 島上郡

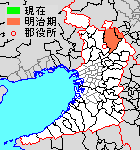
大阪府島上郡の位置

島上郡（しまかみぐん）は、大阪府（摂津国）にあった郡。嶋上郡と表記することもある。

## 郡域
1879年（明治12年）に行政区画として発足した当時の郡域は、概ね下記の区域にあたる。
- 三島郡島本町の全域
- 高槻市のうち、旧樫田村（田能・中畑・出灰・杉生・二料）を除く地域

## 歴史

### 古代

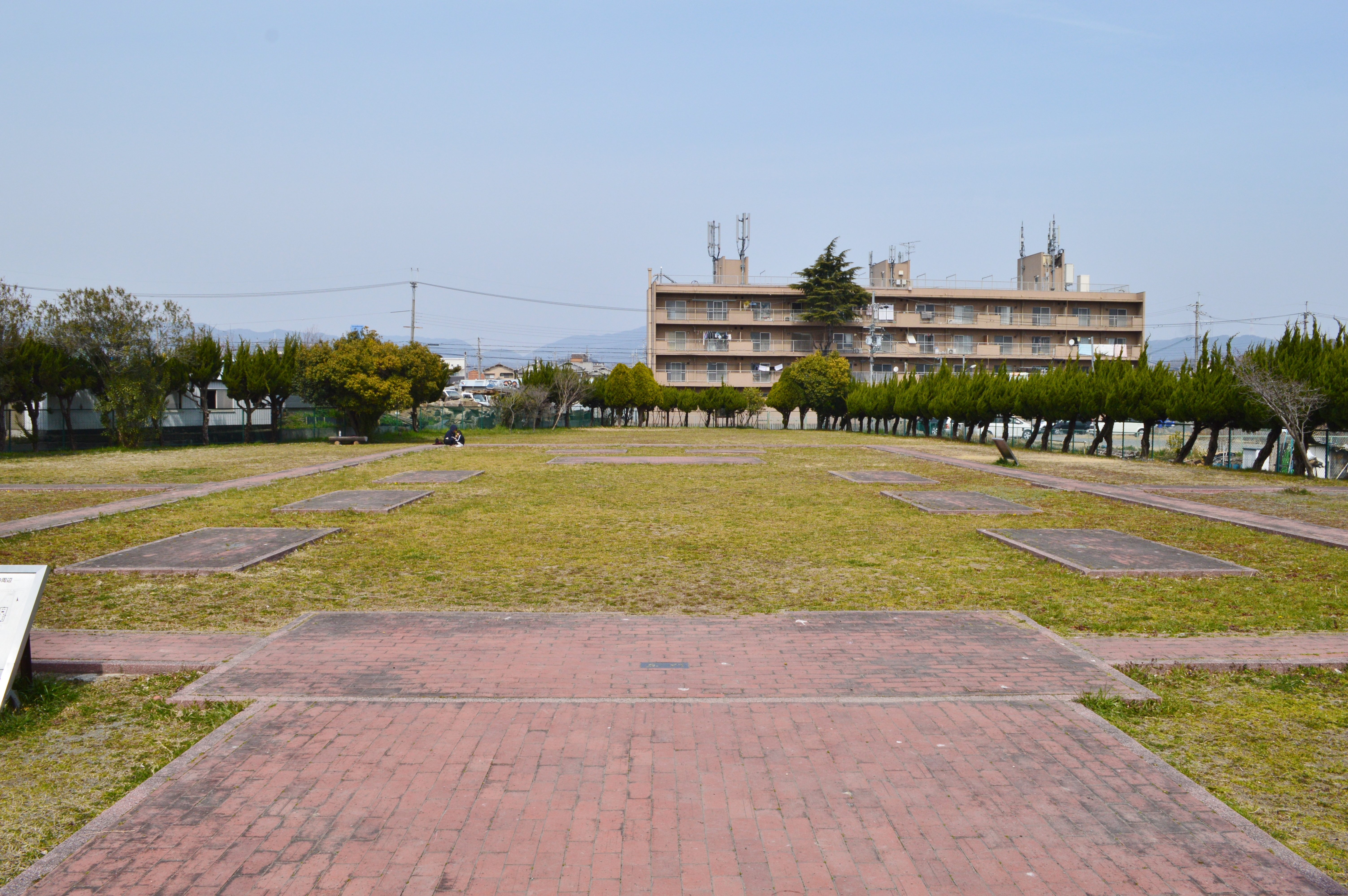
嶋上郡衙跡（国の史跡）
（大阪府高槻市）

701年（大宝元年）の大宝律令により、三島郡が三島上郡・三島下郡の2つに分けられて成立した。ほどなくして島上郡（嶋上郡）・島下郡（嶋下郡）と書かれるようになった。和名抄では「志末乃加美」とかかれており、その他の文献では「三島縣三島郡」「津國御島」との表記も見られる。

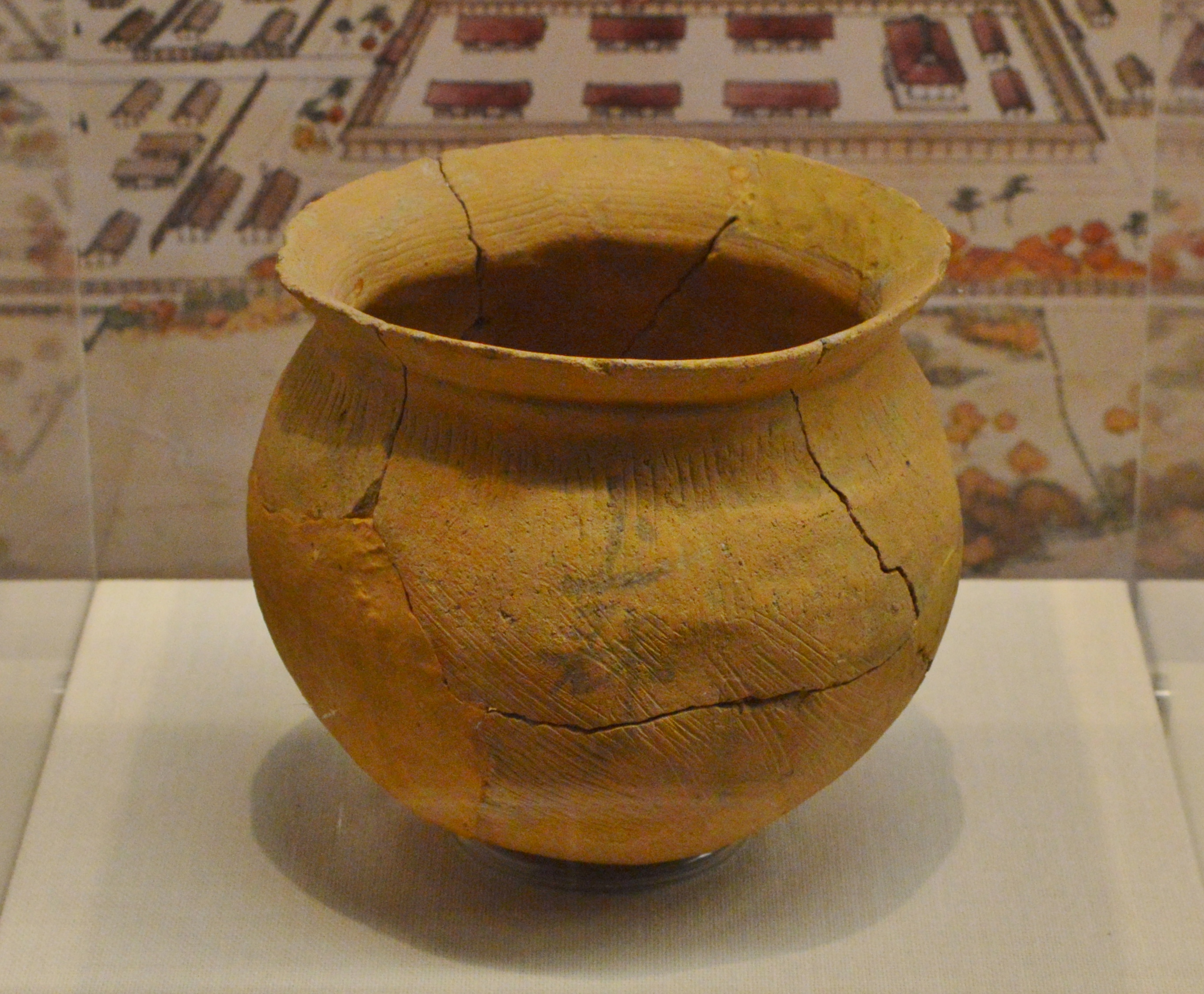
「上郡」墨書土器 今城塚古代歴史館展示。

#### 式内社
『延喜式』神名帳に記される郡内の式内社。
| 神名帳             | 神名帳          | 神名帳 | 神名帳         | 比定社             | 比定社                   | 比定社             | 集成 |
| 社名               | 読み            | 格     | 付記           | 社名               | 所在地                   | 備考               | 集成 |
| ------------------ | --------------- | ------ | -------------- | ------------------ | ------------------------ | ------------------ | ---- |
| 島上郡 3座（並小） |                 |        |                |                    |                          |                    |      |
| 阿久刀神社         | アクタノ アクト | 小     |                | 阿久刀神社         | 大阪府高槻市清福寺町     |                    |      |
| 野身神社           | ノミノ          | 小     |                | 野身神社           | 大阪府高槻市天神町       | 上宮天満宮境内摂社 |      |
| 野身神社           | ノミノ          | 小     | （論）野見神社 | 大阪府高槻市野見町 |                          |                    |      |
| 神服神社           | カムハトリノ    | 小     |                | 神服神社           | 大阪府高槻市宮之川原元町 |                    |      |
| 凡例を表示         |                 |        |                |                    |                          |                    |      |

### 中世
戦国時代から寛文4年（1664年）までは芥川郡（あくたがわぐん）を称した。

### 近世以降の沿革
- 「旧高旧領取調帳」に記載されている明治初年時点での支配は以下の通り。●は村内に寺社領が存在。幕府領は高槻藩預地。なお山崎村は歴史的に本郡の所属だが、隣接する山城国乙訓郡大山崎庄の一部とともに離宮八幡宮領であったため、寺社領廃止の際に所轄国郡が曖昧のまま京都府の管轄となった。明治4年に国境・府境を巡って山崎村の住民の訴えがあり、明治6年10月5日に大阪府管轄となることで決着した[1]。（61村）

| 知行         | 知行                       | 村数    | 村名 |
| ------------ | -------------------------- | ------- | --- |
| 幕府領       | 幕府領                     | 3村     | 宿名村、宮田村、奈佐原村 |
| 幕府領       | 旗本領                     | 3村     | 岡本村、郡家村、赤大路村 |
| 藩領         | 摂津高槻藩                 | 32村    | 大沢村、川久保村、尺代村、庄所村、津之江村、柱本村、西面村、真上村、古曽部村、安満村、下村、神内村、土室村、塚原村、西天川村、野田村、芥川村、辻子村、土橋村、西冠村、番田村、下田辺村、氷室村、唐崎村、高槻村、芝生村、●成合村、上田辺村、西五百住村、東五百住村、●桜井村、鮎川村 |
| 藩領         | 美濃加納藩                 | 4村     | 霊仙寺村、萩谷村、●原村、●服部村 |
| 幕府領・藩領 | 幕府領・高槻藩             | 1町 6村 | 三島江村、東天川村、中小路村、前島村、大塚町、野中村、梶原村 |
| 幕府領・藩領 | 幕府領・旗本領・高槻藩     | 1村     | ●富田村 |
| 幕府領・藩領 | 旗本領・高槻藩             | 1村     | 別所村 |
| 幕府領・藩領 | 幕府領・加納藩             | 1村     | ●東大寺村 |
| 幕府領・藩領 | 幕府領・旗本領・加納藩     | 1村     | 高浜村 |
| その他       | 公家烏丸家                 | 2村     | 井尻村、萩庄村 |
| その他       | 公家烏丸家・幕府領・高槻藩 | 1村     | 鵜殿村 |
| その他       | 公家烏丸家・旗本領・加納藩 | 1村     | 上牧村 |
| その他       | 公家日野家・幕府領・高槻藩 | 1村     | 大塚村 |
| その他       | 公家日野家・高槻藩・加納藩 | 1村     | ●磯島村 |
| その他       | 公家水無瀬家・高槻藩       | 1村     | 広瀬村 |
| その他       | 寺社領（離宮八幡宮領）     | 1村     | 山崎村 |

- 慶応4年

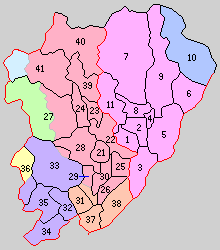
1.富田村 2.如是村 3.三箇牧村 4.高槻村 5.大冠村 6.五領村 7.清水村 8.芥川村 9.磐手村 10.島本村 11.阿武野村（桃：高槻市 青：合併なし 21 - 41は島下郡）

  - 5月24日（1868年7月13日） - 旗本領が大阪府司農局の管轄となる。
  - 6月8日（1868年7月27日） - 大阪府司農局の管轄地域が大阪府北司農局の管轄となる。
  - 離宮八幡宮領が京都府の管轄となる。
- 明治2年
  - 1月20日（1869年3月2日） - 大阪府北司農局の管轄地域が摂津県の管轄となる。
  - 5月10日（1869年6月19日） - 摂津県の管轄地域が豊崎県の管轄となる。
  - 8月2日（1869年9月7日） - 豊崎県の管轄地域が兵庫県の管轄となる。
- 明治3年（1870年）12月 - 高槻藩預地が兵庫県の管轄となる。
- 明治4年
  - 7月14日（1871年8月29日） - 廃藩置県により藩領が高槻県、加納県の管轄となる。
  - 11月20日（1871年12月31日） - 第1次府県統合により、山崎村を除く全域が大阪府の管轄となる。
- 明治5年（1872年）8月 - 島上郡・島下郡にまたがっていた鮎川村の全域が本郡の所属となる。（61村）
- 明治6年（1873年）10月5日 - 山崎村が大阪府の管轄となる[1]。
- 明治7年（1874年）8月4日 - 磯島村の所属郡が交野郡に変更[1]。（60村）
- 明治8年（1875年）4月30日 - 大区小区制の大阪府での施行により、島上郡が第9大区となる。
- 明治12年（1879年）2月10日 - 郡区町村編制法の大阪府での施行により、行政区画としての島上郡が発足。郡役所が高槻村の旧高槻城内の会議所に設置。
- 明治14年（1881年）1月6日 - 郡役所が島下郡茨木村の島下郡役所に統合。島下郡役所が改称して「島上島下郡役所」となる。
- 明治22年（1889年） - 町村制の施行により、下記の各村が発足。特記以外は全域が現・高槻市。（11村）
  - 富田村（単独村制）
  - 如是村 ← 東五百住村、西五百住村、津之江村、芝生村、庄所村
  - 三箇牧村 ← 三島江村、唐崎村、柱本村、西面村
  - 高槻村 ← 高槻村、上田辺村
  - 大冠村 ← 辻子村、東天川村、西天川村、下田辺村、西冠村、土橋村、野田村、野中村、中小路村、大塚村、大塚町、番田村
  - 五領村 ← 梶原村、萩庄村、井尻村、鵜殿村、上牧村、神内村、前島村
  - 清水村 ← 服部村、真上村、原村、萩谷村
  - 芥川村 ← 芥川村、郡家村
  - 磐手村 ← 安満村、下村、古曽部村、別所村、成合村、川久保村
  - 島本村 ← 広瀬村、高浜村、桜井村、東大寺村、山崎村、尺代村、大沢村（現・島本町）
  - 阿武野村 ← 氷室村、土室村、岡本村、奈佐原村、霊仙寺村、宮田村、赤大路村、塚原村、宿名村
  - 鮎川村が島下郡三島村の一部となる。
- 明治29年（1896年）4月1日 - 郡制の施行のため、「島上島下郡役所」が管轄する各郡の区域をもって三島郡が発足。同日島上郡廃止。

## 行政

### 歴代郡長
| 氏名     | 就任年月日                 | 退任年月日                            | 備考                                          |
| -------- | -------------------------- | ------------------------------------- | --------------------------------------------- |
| 福井武   | 1879年（明治12年）2月21日  | 1879年（明治12年）7月12日             |                                               |
| 森脇惟一 | 1879年（明治12年）7月12日  | 1881年（明治14年）1月6日              | 廃官                                          |
| 廣瀨直澂 | 1881年（明治14年）1月8日   | 1883年（明治16年）12月18日            | 島下郡長兼任                                  |
| 白石純治 | 1883年（明治16年）11月29日 | 不詳                                  | 島下郡長兼任                                  |
| 廣瀨直澂 | 1887年（明治20年）12月28日 | 1890年（明治23年）6月16日             | 島下郡長兼任                                  |
| 白石純治 | 1890年（明治23年）6月16日  | 1893年（明治26年）5月31日             | 島下郡長兼任                                  |
| 深瀨和直 | 1893年（明治26年）5月31日  | 1895年（明治28年）7月10日             | 島下郡長兼任                                  |
| 岸正形   | 1895年7月10日（明治28年）  | 1896年（明治29年）（明治19年）3月31日 | 島下郡長兼任 島下郡との合併により島上郡廃止） |

## 施設
- 嶋上郡衙跡
- 芥川宿
- 今城塚古墳
- 水無瀬神宮
- 桜井駅跡
- 桜井御所